# Petilia
Petilia era il nome di una città di incerta individuazione che compare in alcune fonti di autori classici. Secondo alcuni studiosi, sarebbe stata un'antica città capitale delle tribù confederate dei Lucani, situata sul vertice del Monte Stella nel Cilento e non andrebbe confusa con la pur antica città di Petelia, nel Bruzio (l'odierna Calabria).

## Storia
Nel corso dei secoli si è cercato di localizzare la città sulla base delle testimonianze degli storici e geografi latini e greci.
Dal Quattrocento e Cinquecento si cominciò a credere che fosse da identificarsi con la città di Altamura. In molte traduzioni di quel periodo, come la Geografia di Claudio Tolomeo (tradotta da Girolamo Ruscelli), il termine Petilia veniva tradotto con "Petilia, oggi Altamura"; questo nonostante le coordinate di Tolomeo puntassero inequivocabilmente verso Petelia. Leandro Alberti per primo confutò l'ipotesi che Petilia fosse Altamura nella sua Decrittione [sic] di tutta Italia (1550).
Ottavio Serena, nella sua opera Storia di Altamura (1880), rigetta il toponimo Petilia per Altamura, e rintraccia in Raffaele Maffei (1400-1500) il primo autore di una certa autorevolezza che ipotizzò che Petilia potesse essere stato l'antico nome di Atamura, non essendoci fonti precedenti che attestino il toponimo. Raffaele Maffei godeva di fama e autorevolezza ai tempi suoi e l'ipotesi contenuta nei suoi Commentarii sul toponimo Petilia sarebbe stata poi ripresa come verità da altri scrittori non meno autorevoli.
Lo storico Giuseppe Antonini, vissuto nel XVIII secolo, interpretando un testo di Strabone e un altro di Plutarco, propone di identificarla coi resti emergenti sul vertice del Monte Stella sulle colline tra Laureana e Vatolla e la ritiene fondata dai Lucani, subito dopo l'occupazione di Posidonia.
Sempre secondo Antonini la città era di piccole dimensioni ma inespugnabile, per le fortificazioni e il particolare sito e rinomata per una scuola di gladiatori. Infine, basandosi su quanto riportato da Plutarco, lo storico ritiene che Spartaco, profugo da Reggio e sconfitto da M. Licinio Crasso nella Palude lucana, posta, secondo lui, non lontano da Paestum, si sia rifugiato in prossimità della nostra Petilia, sulle colline di Laureana e di Vatolla sfuggendo così alla cattura.
Nelle sue opere Antonini afferma di aver studiato diverse iscrizioni contenenti riferimenti all'antica città: un'antica iscrizione ritrovata presso Casalvelino in onore un tal Pomanio Scorrano di Petilia, un'altra era custodita in una villa appartenente al consigliere Biagio Altomare all'Arenella di Napoli e dedicata a tal Lucio Varilio Sanna dalla cittadinanza di Petilia e infine una terza gli fu mostrata da un padre carmelitano in una chiesa presso il Monte Stella nella quale era leggibile: T...RABIR...MUR...REPAR...SI...IMPE...I...O...PETIL...LUCAN...L...D...
Una ricognizione archeologica eseguita nel sito nel 1945 permise di individuare i ruderi di una cittadella che, secondo alcuni, si riferivano a Petilia, purtroppo l'impianto di una base militare ha successivamente sconvolto irreversibilmente il vertice del monte, compromettendo ogni futura indagine del sito.